# Wissenschaftliche Gesellschaft
Als wissenschaftliche Gesellschaften werden natur- oder geisteswissenschaftliche Fachgesellschaften bezeichnet, vereinzelt auch wissenschaftliche Akademien. Im Regelfall ist ihr Wirkungskreis eine größere Region, ein Staat oder ein Sprachraum.
Die ersten dieser Gesellschaften wurden im 19. Jahrhundert gegründet mit dem Ziel, das jeweilige Fachgebiet übergreifend zu vertreten, aktuelle Themen der Forschung zu erörtern die Möglichkeiten für wissenschaftliche Publikationen zu bieten. Zahlreiche Gründungen erfolgten auch ab der Mitte des 20. Jahrhunderts, als die fachliche Vernetzung zunehmend wichtiger wurde.
Meist organisieren die Gesellschaften regelmäßige Tagungen zu speziellen Themen oder im Jahresrhythmus größere, internationale wissenschaftliche Konferenzen.

## Bedeutende Gesellschaften für den gesamten deutschen Sprachraum
Zu den frühesten Gründungen zählen:
- die Astronomische Gesellschaft (gegründet 1800; Mitgliederversammlungen seit 1863)
- die Senckenberg Gesellschaft für Naturforschung (1817)
- die Gesellschaft Deutscher Naturforscher und Ärzte (1822)
- die Gesellschaft für Erdkunde (1828 Humboldt)
- die Deutsche Physikalische Gesellschaft (1845)
- die Deutsche Gesellschaft für Geowissenschaften (gegründet 1848 als Deutsche Geologische Gesellschaft)
- die Deutsche Ornithologen-Gesellschaft (1850)
- die Deutsche Meteorologische Gesellschaft (1883)
- die Deutsche Zoologische Gesellschaft (1890)
- die Deutsche Pharmazeutische Gesellschaft (1890)

Größere wissenschaftliche Gesellschaften des 20. Jahrhunderts sind unter anderem:
- die Gesellschaft für Genetik (1902)
- die Kant-Gesellschaft (1904)
- die Humboldt-Gesellschaft (1962)
- die Deutsche Gesellschaft für Philosophie (1947)
- die Deutsche Gesellschaft für Soziologie (1909)
- die Deutsche Gesellschaft für Volkskunde (1904/1963)
- die Internationale Psychoanalytische Vereinigung (1910 Sigmund Freud)
- die Internationale Gesellschaft für Religionspsychologie (1914)
- die Geologische Vereinigung (~1910)
- die Paläontologische Gesellschaft (1912)
- die Deutsche Gesellschaft für Luft- und Raumfahrt (1912)
- die Gesellschaft für Angewandte Mathematik und Mechanik (1922)
- die Deutsche Geophysikalische Gesellschaft (1922)
- die Schmalenbach-Gesellschaft für Betriebswirtschaft (1932)
- die Gesellschaft für Rechtsvergleichung (1950)
- die Gesellschaft für Agrargeschichte (1953)
- die Deutsche Gesellschaft für Akustik (1988)
- die Deutsche Gesellschaft für Finanzwirtschaft (1986)
- die Gesellschaft für Thermische Analyse (1974)
- die Wissenschaftliche Gesellschaft für Produktentwicklung (2011), vormals Wissenschaftliche Gesellschaft für Maschinenelemente von 1975
- die Gesellschaft für Musiktheorie (2000)
- verschiedene Medizinische Fachgesellschaften
- die Wissenschaftliche Gesellschaft für Produktionstechnik (1987)
- sowie zahlreiche Dachverbände regionaler Organisationen.

## Regionale Gesellschaften
Regional tätig sind bzw. waren unter anderem:
- die Naturforschende Gesellschaft in Basel (1817)
- der Physikalische Verein in Frankfurt am Main (1824)
- die Österreichische Geographische Gesellschaft (1856)
- die Deutsche Gesellschaft für Geographie (1995)
- die Berliner Gesellschaft für Anthropologie, Ethnologie und Urgeschichte (1869)
- die Gesellschaft Deutscher Chemiker (1867–1949)
- die Gesellschaft Österreichischer Chemiker (1897)
- die Schweizerische Chemische Gesellschaft (1901)
- die Deutsche Pharmazeutische Gesellschaft (1890)
- die Deutsche Mathematiker-Vereinigung (1890)
- die Österreichische Mathematische Gesellschaft (1903)
- die Österreichische Geodätische Kommission (1863)
- die Gesellschaft für Photogrammetrie (1909)
- die Deutsche Gesellschaft für Polarforschung (1926)
- die Deutsche Gesellschaft für Materialkunde (1919)
- die Deutsche Wissenschaftliche Gesellschaft für Erdöl, Erdgas und Kohle (1933)
- die Schweizerische Astronomische Gesellschaft (1938)
- die Deutsche Bodenkundliche Gesellschaft (1926)
- die Österreichische Physikalische Gesellschaft (1930–1950)
- die Deutsche Gesellschaft für Ortung und Navigation (1950)
- die Österreichische Bodenkundliche Gesellschaft (1954)
- die Gesellschaft für Neuropsychologie (1986)
- die Deutsche Gesellschaft für Psychologie (1904)
- die Deutsche Gesellschaft für Soziologie (1909)
- die Österreichische Gesellschaft für Soziologie (1950)
- die Urania-Gesellschaft zur Verbreitung wissenschaftlicher Kenntnisse (DDR 1954–1990)
- die Deutsche Gesellschaft für Ostasienkunde (1966)
- die Berliner Wissenschaftliche Gesellschaft (Gründung der FU 1973)
- die Gesellschaft für Interlinguistik (1991)

## Internationale Wissenschaftsverbände
Einen globalen Wirkungskreis als International Society haben vor allem die Mitgliedsgesellschaften in der ICSU, darunter
- die International bzw. European Mathematical Society (1920/90)
- die Internationale Astronomische Union (1919)
- die Internationale Union für Reine und Angewandte Chemie
- die Internationale Union für Reine und Angewandte Physik
- die European Physical Society (1968)
- die Internationale Union für Geodäsie und Geophysik
- die Internationale Union für Geowissenschaften
- die International Union of Soil Sciences (1924)
- die Internationale Bodenkundliche Union
- die International Association of Geodesy
- die Internationale Gesellschaft für Photogrammetrie und Fernerkundung
- die International Union of Biological Sciences (1919)
- die Internationale Union für Biochemie und Molekularbiologie
- die Econometric Society (1930)
- die International Union of Psychological Science (1948)
- die Scientific Committee on Antarctic Research (1958).